# 黄粮镇
黄粮镇，是中华人民共和国湖北省宜昌市兴山县下辖的一个乡镇级行政单位。

## 行政区划
黄粮镇下辖以下地区：
黄粮坪村、户溪村、后山村、金家坝村、高华村、石槽溪村、庙埫坪村、店子垭村、水磨溪村、界牌垭村、火石岭村、仁圣村、公坪村和百城村。